# لطفی بوشناق
لطفی بوشناق (عربی تونسی: لطفی بوشناق؛ زادهٔ ۱۸ ژانویهٔ ۱۹۵۴) خواننده، عودنواز و آهنگساز تونسی است. بوشناق از برجسته‌ترین خوانندگان تنور در خاورمیانه، شمال آفریقا و جهان عرب به‌شمار می‌رود و به او «پاواروتی تونس» لقب داده‌اند.